# Gwyneth Jones (Sängerin)

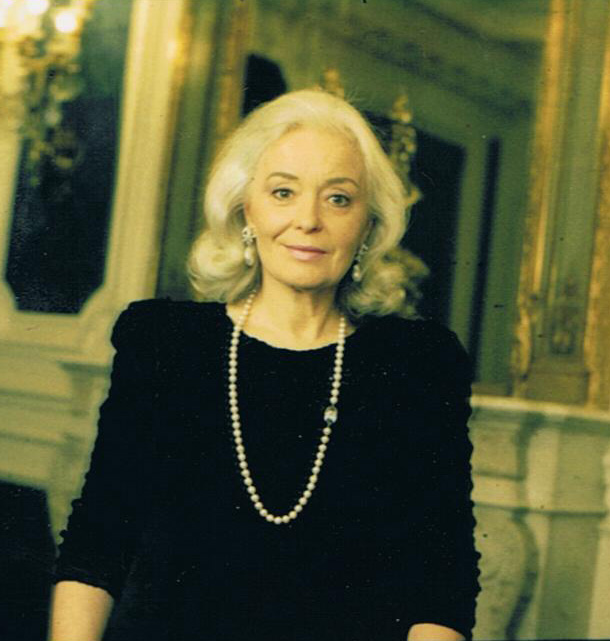
Gwyneth Jones (2000)

Dame Gwyneth Jones DBE (* 7. November 1936 in Pontnewynydd, Wales) ist eine britische Opernsängerin (dramatischer Sopran).

## Leben

### Studium und Anfangsjahre
Gwyneth Jones wurde in der walisischen Grafschaft Monmouthshire geboren. Sie studierte vier Jahre Gesang am Royal College of Music in London bei Arnold Smith und Ruth Packer. Weitere Studien folgten an der Accademia Chigiana in Siena, am Internationalen Opernstudio in Zürich und in Genf bei Maria Carpi.
Ihr erstes Engagement erhielt Jones am Stadttheater Zürich. Sie debütierte dort in der Spielzeit 1962/1963 als Zigeunerin Czipra in der Operette Der Zigeunerbaron. Jones sang anfangs in der Stimmlage Mezzosopran. Zu ihren ersten Rollen in Zürich gehörten Magdalene in Die Meistersinger von Nürnberg (1962), Annina in Der Rosenkavalier (1962), die männliche Titelrolle in Orfeo ed Euridice (1962) und die Titelrolle in Carmen (1963). Jones vollzog den Wechsel zum Sopran, wo sie zunächst Sopranrollen des jugendlich-dramatischen Fachs sang. Ihre erste Sopranrolle sang sie im April 1963 in Zürich; es war die Amelia in der Verdi-Oper Ein Maskenball. Mitte/Ende der 1960er Jahre sang sie Partien wie die Titelrolle in  Aida (Debüt: Januar 1968 in London), Leonora in Der Troubadour (Debüt: November 1964 in London) und Lady Macbeth in Macbeth (erstmals 1963 bei einem Gastspiel der Covent Garden Opera an der Welsh Opera in Cardiff) – eine Rolle, mit der sie noch bis in die späten 1990er Jahre auf der Bühne stand. 1964 debütierte sie am Stammhaus der Royal Covent Garden Opera in London als Leonore in der Oper Fidelio. Sie sang dort im Verlauf ihrer Karriere unter anderem: Leonora in Der Troubadour (Saison 1964/1965), Santuzza in Cavalleria rusticana (Debüt: März 1965), Sieglinde in Die Walküre (Saison 1965/1966), Desdemona in Otello (Debüt: Mai 1966), Elisabeth von Valois in Don Carlos (Debüt: Juni 1966), Donna Anna in Don Giovanni (Debüt: Juli 1967), sowie die Titelrollen in Tosca und Salome. Jones trat bis in die 1990er Jahre immer wieder an der Covent Garden Opera auf, so als Salome (1986), als Brünnhilde (zuletzt 1991 in einem vollständigen Ring-Zyklus) und als Ortrud in Lohengrin (1997).

### Internationale Karriere seit den 1960er Jahren
Seit Mitte der 1960er Jahre war Jones eine international auftretende Sängerin. Die Entwicklung zum dramatischen Sopran erfolgte dabei relativ rasch. 1966 gastierte sie als Sopran-Solistin im Verdi-Requiem in Rom; am Grand Théâtre de Genève debütierte sie im selben Jahr als Desdemona. Im Februar 1966 gab sie mit der Fidelio-Leonore ihr Debüt an der Wiener Staatsoper; dort war sie bis 1995 festes Ensemblemitglied. 1989 wurde sie dort zum Ehrenmitglied ernannt. Jones gastierte anschließend unter anderem an der Bayerischen Staatsoper in München und an der Deutschen Oper Berlin. 1966 gab sie ihr USA-Debüt am Opernhaus von Dallas mit der Rolle der Lady Macbeth. In der Saison 1966/1967 sang sie die Fidelio-Leonore bei ihrem Debüt an der Mailänder Scala. 1970 debütierte sie als Salome an der Hamburgischen Staatsoper. Seit 1972 war sie Mitglied der Metropolitan Opera. Dort sang Jones unter anderem im Verlauf ihrer Karriere: Fidelio-Leonore, Isolde in Tristan und Isolde, die Titelrolle in Salome und die Marschallin in Der Rosenkavalier.
Jones gastierte weiters an der Grand Opéra Paris (1977 als Poppea in L’incoronazione di Poppea), bei den Salzburger Festspielen (1979 als Marschallin), an der Oper Köln (1979 als Elisabeth von Valois; 1984/1985 als Elektra), am Opernhaus Nürnberg (1982 als Tosca) und bei den Savonlinna-Opernfestspielen (1992 als Fidelio-Leonore).
Später in ihrer Karriere übernahm sie vor allem die hochdramatischen Titelpartien in Elektra (u. a. 1998 nochmals an der Deutschen Oper Berlin, 1989 beim Festival in Orange) und Turandot (u. a. 1984 bei einem Gastspiel der Covent Garden Opera in Los Angeles, 1985 bei den Opernfestspielen in den Caracalla-Thermen, 1987 bei der Eröffnungsvorstellung des neuen Opernhauses in Pittsburgh, 1990 an der Covent Garden Opera), die Färberin in Die Frau ohne Schatten sowie die Isolde. Bei einer Aufführung der Strauss-Oper Die Frau ohne Schatten am Opernhaus Zürich im Jahr 1985 war Gwyneth Jones für die Hauptpartie der Färbersfrau besetzt. Als am Tag der Aufführung die Sängerin der zweiten Hauptpartie der Kaiserin absagte, übernahm Jones in derselben Aufführung auch noch diese zweite Partie.
Der walisische Komponist Alun Hoddinott widmete ihr 1992 das Sopran-Solo seiner Symphony No. 9, die den Titel „Vision of Eternity“ [Ansichten der Ewigkeit] trägt. Gwyneth Jones sang die Uraufführung des Werkes.

### Mitwirkung bei den Bayreuther Festspielen

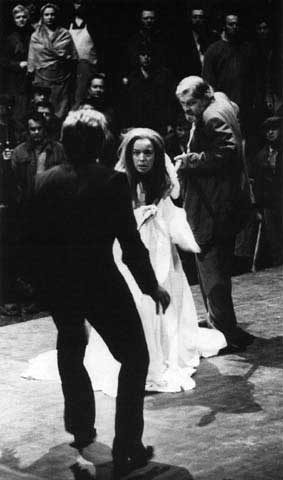
Gwyneth Jones in der „Jahrhundert-Ring“-Aufführung in Bayreuth 1976

Von 1966 bis 1980 trat Jones regelmäßig bei den Bayreuther Festspielen auf. In Bayreuth sang Jones zunächst die Wagner-Rollen im jugendlich-dramatischen Fach; jedoch übernahm sie dort später auch die hochdramatischen Wagner-Heroinen. Sie sang in Bayreuth im Einzelnen folgende Rollen: Sieglinde in Die Walküre (1966; 1970–1973), Eva in Die Meistersinger von Nürnberg (1968, 1969), Kundry in Parsifal (1969, 1970) und Senta in Der Fliegende Holländer (1969–1971). In Götz Friedrichs einen Bühnenskandal auslösender Tannhäuser-Inszenierung (Premiere: 1972) sang Jones die Rollen Elisabeth und Venus in derselben Aufführung; diese Doppelbesetzung wiederholte sie in Bayreuth auch in den Jahren 1973, 1974 und 1977.
Die Brünnhilde sang Jones in Bayreuth zunächst 1974 nur in Götterdämmerung, 1975 dann in der kompletten Tetralogie Der Ring des Nibelungen. Beim sogenannten Bayreuther „Jahrhundert-Ring“ mit dem Dirigenten Pierre Boulez und dem Regisseur Patrice Chéreau sang sie von 1976 bis 1980 erneut die Brünnhilde in Der Ring des Nibelungen. 1982 sprang Jones noch einmal kurzfristig als Ersatz für die hochschwangere Lisbeth Balslev als Senta in der Holländer-Inszenierung von Harry Kupfer ein und sang alle Aufführungen im Festspielsommer 1982. Außer der Isolde und der Ortrud sang sie somit bei den Bayreuther Festspielen alle großen Wagner-Rollen ihres Fachs.
Als Wagner-Interpretin galt Jones als Begründerin einen neuen Darstellertypus, als Singdarstellerin mit Innigkeit und Emotionalität. Sie „befreite die Wagner-Rollen von jeder Heroinen-Patina“. Gwyneth Jones wirkte in der Darstellung der Wagner-Heroinen „betont weiblich“. Jones war eine „bühnenwirksam“[e] Darstellerin; ihre „starke Persönlichkeit“ verhalf ihr in den Wagner-Partien zu stärkster Wirkung.

### Spätjahre der Karriere
In den Spätjahren ihrer Karriere (ab ca. 1995) sang Jones viele sehr unterschiedliche Partien, vom Belcanto (1996; Titelrolle in Norma in Solothurn) bis zum Charakterfach. Zu ihren Rollen gehörten: Küsterin in Leoš Janáčeks Jenufa (1996, Staatsoper Dresden) und Kabanicha in Katja Kabanowa, die Frau in Arnold Schönbergs Monodram Erwartung (Saarländisches Staatstheater), die Gertrud in Hänsel und Gretel (1997 in Paris am Théâtre du Châtelet),  die Witwe Begbick in Aufstieg und Fall der Stadt Mahagonny (Salzburger Festspiele, 1998), Ruth in der Gilbert&Sullivan-Operette The Pirates of Penzance (Wiener Volksoper, 2002) sowie Herodias in Salome (u. a. in Pittsburgh, Baltimore und 2008 in Malmö).
Jones ist künstlerisch noch immer aktiv und gibt einzelne Konzerte. 2005 debütierte sie als Klytämnestra in Elektra in Hongkong. Damit zählt sie die drei großen Frauenpartien dieser Oper zu ihrem Repertoire, was vor ihr nur Leonie Rysanek erreichte (welche die Elektra freilich nie auf der Bühne sang). Außerdem war sie als Frau in Francis Poulencs La voix humaine zu hören. 2007 sang sie zur Eröffnung der Münchner Opernfestspiele in der Uraufführung der Oper Alice in Wonderland von Unsuk Chin die Queen of Hearts. Im Mai 2012 sang sie nochmals bei drei Aufführungen die Rolle der Herodias in Salome an der Wiener Staatsoper. Von März bis Juni 2016 sang sie am Staatstheater Braunschweig die Rolle der Gräfin in der Oper Pique Dame. Im April 2017 trat sie im Festsaal des Historischen Rathauses in Landsberg mit Richard Strauss’ Melodram Enoch Arden auf.

### Schauspiel und Film
1983 spielte sie in der Mini-Serie Wagner – Das Leben und Werk Richard Wagners  die erste Isolde, Malvina Schnorr von Carolsfeld. Diese Persönlichkeit verkörperte sie auch auf der Bühne, in der One-Woman-Show O, Malvina!. In einer weiteren One-Woman-Show porträtierte sie Die Frau im Schatten, Pauline de Ahna, die Gattin von Richard Strauss. 2012 wirkte sie an dem Film Quartett von Dustin Hoffman mit, in dem sie eine alternde Diva spielt, eine Rolle, für die sie glänzende Kritiken erhielt.
Jones lebt nach vielen Jahren in Küsnacht ZH mittlerweile in Tidenham, Gloucestershire. Sie ist Ehrenmitglied des Richard-Wagner-Verbandes des Saarlandes.
In erster Ehe war sie mit dem Schweizer Geschäftsmann Till Haberfeld verheiratet, mit dem sie die Tochter Susannah hat; diese ist ebenfalls Opernsängerin (Mezzosopran). In zweiter Ehe ist sie mit dem Dirigenten und Pianisten Adrian Müller verheiratet.

## Diskografie (Auswahl)
- mit Leonard Bernstein: Der Rosenkavalier (Octavian), Gustav Mahler 8. Symphonie, Ludwig van Beethoven 9. Symphonie
- mit Karl Böhm: Fidelio, Salome (jeweils die Titelpartie), Der fliegende Holländer (Senta)
- mit Pierre Boulez: Der Ring des Nibelungen (Brünnhilde), Parsifal (Kundry)
- mit Rafael Kubelík: Lohengrin (Ortrud)
- mit Colin Davis: Tannhäuser (Elisabeth und Venus in einer Aufnahme)
- mit Georg Solti: Götterdämmerung (Wellgunde)
- mit John Barbirolli: Otello (Desdemona)
- mit Oliviero De Fabritiis: Don Carlos (Elisabetta)
- mit Gustav Kuhn: Macbeth (Lady Macbeth)
- mit Carlos Kleiber: Elektra (Chrysothemis), Der Rosenkavalier (Marschallin)
- mit Jeffrey Tate: Elektra (Elektra) – live, Opernhaus Genf 1990
- mit Antal Doráti: Die ägyptische Helena (Titelpartie)
- mit Marcello Viotti: La fanciulla del West (Minnie)
- mit Roberto Paternostro: Vier letzte Lieder (Orchesterlieder; Solistin) – live, Suntory Hall Tokyo
- mit Geoffrey Parsons: 20 Lieder von Richard Strauss
- mit Carlo Maria Giulini: Il trovatore (Leonora)
- mit Dennis Russell Davies: Aufstieg und Fall der Stadt Mahagonny (Leokadja Begbick); Salzburger Festspiele 1998. DVD
- mit Kent Nagano: Alice in Wonderland (Oper) 2007, DVD

## Fernsehaufzeichnungen (Auswahl)
- Der Rosenkavalier, mit Benno Kusche, Brigitte Fassbaender, Gwyneth Jones, Lucia Popp, Manfred Jungwirth, Anneliese Waas, David Thaw, Gudrun Wewezow, Francisco Araiza; Regie: Otto Schenk, Dirigent: Carlos Kleiber, Orchester und Chor der Bayerischen Staatsoper (Bayerische Staatsoper 1979)

## Auszeichnungen
- 1976: Verleihung des Titels einer Bayerischen Kammersängerin
- 1977: Verleihung des Titels einer Österreichischen Kammersängerin
- 1983: Grammy Awards in der Kategorie „Best Opera Recording“
- 1986: Verleihung des Titels Dame Commander durch die britische Königin, seither die offizielle Ansprache „Dame Gwyneth“
- 1988: Bundesverdienstkreuz am Bande 1. Klasse
- 1989: Ehrenmitglied der Wiener Staatsoper
- 1992: Commandeur de l’Ordre des Arts et des Lettres

Außerdem ist Dame Gwyneth Jones die derzeitige Besitzerin der berühmten Juwelen von Adelina Patti, welche ihr von der Sopranistin Dame Eva Turner übergeben wurden.